# Geschützter Landschaftsbestandteil Steinbruch Stapelbach

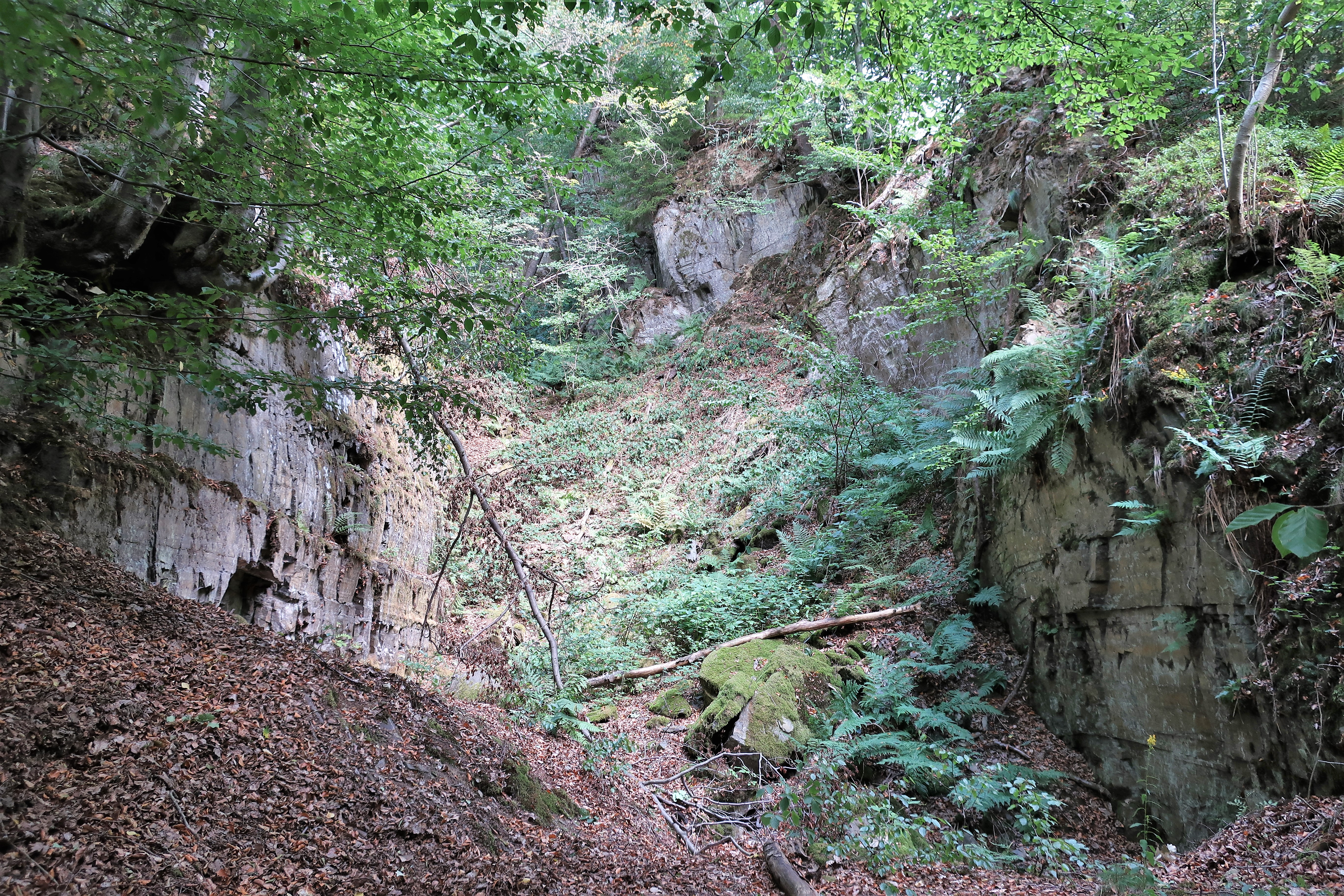
Geschützter Landschaftsbestandteil Steinbruch Stapelbach

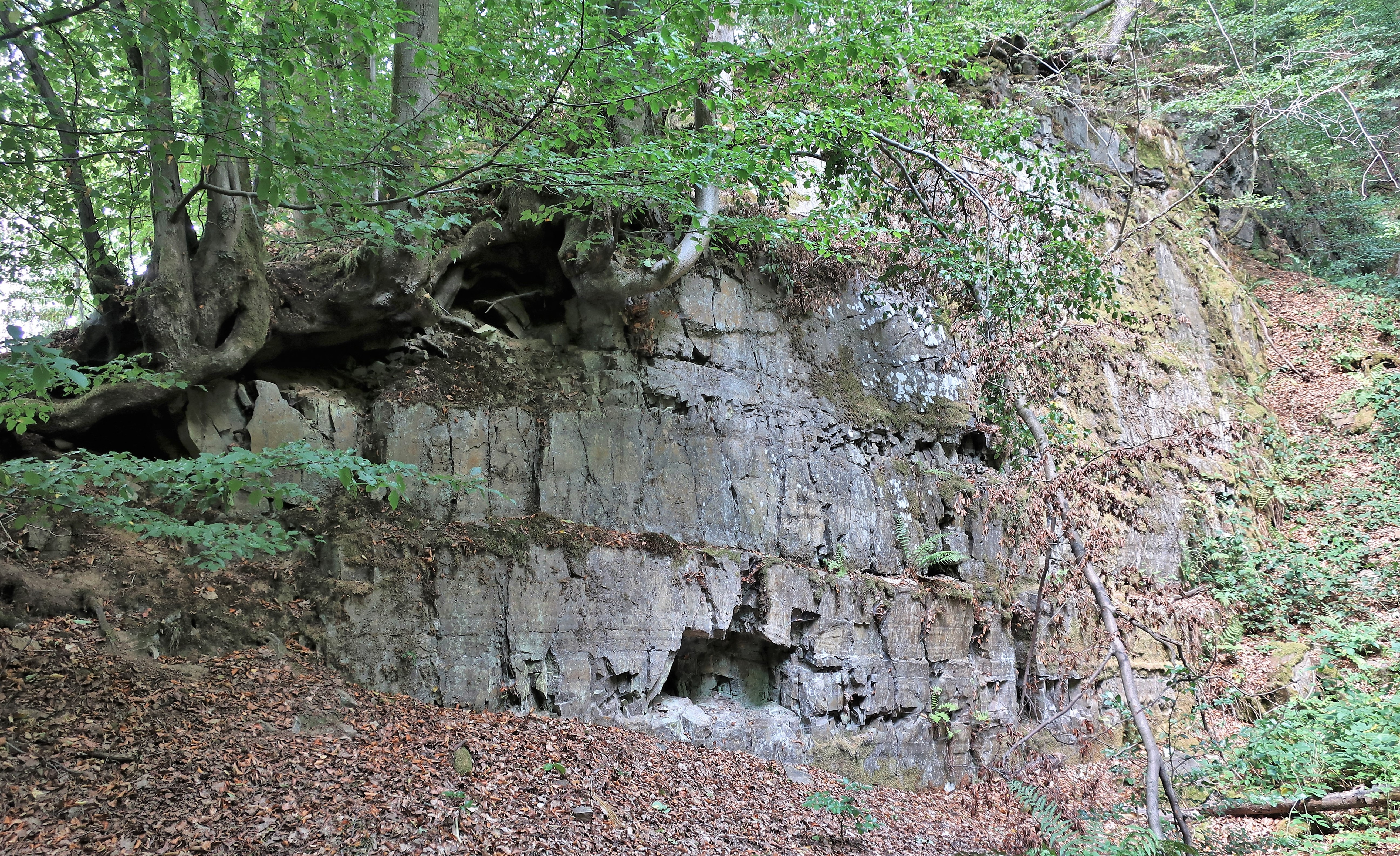
Teilbereich Steinbruch Stapelbach

Der Geschützte Landschaftsbestandteil Steinbruch Stapelbach mit einer Flächengröße von 0,45 ha liegt auf dem Gebiet der kreisfreien Stadt Hagen in Nordrhein-Westfalen. Der LB wurde 1994 mit dem Landschaftsplan der Stadt Hagen vom Stadtrat von Hagen ausgewiesen.

## Beschreibung
Beschreibung im Landschaftsplan: „Der Landschaftsbestandteil liegt nördlich des Selkinghauser Baches bei Rummenohl. Es handelt sich um einen ehemaligen Steinbruch in den Hobräcker-Schichten des Mitteldevons mit artenreichem Krautbewuchs.“

## Schutzzweck
Laut Landschaftsplan erfolgte die Ausweisung „zur Sicherung der Leistungsfähigkeit des Naturhaushalts durch Erhalt der Biotopvielfalt in Waldgebieten und eines Lebensraumes, insbesondere für zahlreiche seltene Farnpflanzen“.